# Nikolái Galájov
Nikolái Nikoláyevich Galájov (en ruso: Николай Николаевич Галахов, 29 de mayo de 1928-1 de marzo de 2022, Kazán, URSS) fue un artista soviético, Artista de Honor de la Federación de Rusia, miembro de la Unión de Artistas de San Petersburgo, uno de los representantes de la Escuela de Pintura de Leningrado.

## Biografía
Nikolái Galájov nació el 29 de mayo de 1928, Kazán, URSS. En 1942 ingresó en la Escuela de Arte de Kazán, que se graduó en 1947. Estudió en el Instituto Repin (1947-1953). Sus maestros fueron Leonid Ovsiannikov, Joseph Serebriany, Piotr Belousov, Yuri Neprintsev.
Realizó exposiciones desde 1951. Pintó mayormente paisajes, escenas de género. Fue miembro de la Unión de Artistas de Leningrado desde 1955.
El lugar principal en su сreativity de la década de 1950 pertenece al paisaje del río Volga. Él viaja por los ríos Volga, Vetluga, Vyatka, donde pintó muchos bosquejos de la vida. Sus pinturas se sustenta en la estricta tradición, casi clásica de la pintura de paisaje ruso.
A finales de la década de 1950 Galájov  viajó a Siberia y el Lago Baikal. Los viajes le había ayudado a diversificar la gama de colores y para comprender algunas características plásticas de diferentes lugares, dieron un nuevo impulso a las búsquedas pintorescos y la preparación para una reunión con Karelia, que se convirtió en un punto de inflexión en su obra. En la década de 1960 Galájov pintó muchos cuadros dedicados a la naturaleza y la actualidad de esta región.
En sus obras, Nikolái Galájov ha defendido los principios del paisaje como un gran cuadro, con base trama bien desarrollada y los elementos del género. Sus métodos de darse cuenta de las ideas pictóricas cercanas a las obras de conocidos Ruso paisajista Rylov Arcadia.
En 1984 Galájov Galakhov obtuvo el título honorífico de Artista de Honor de la Federación de Rusia. Sus exposiciones individuales se muestran en Leningrado (1988) y San Petersburgo (2010).
Las pinturas de Nikolái Galájov residen en el Museo Ruso, la Galería Tretyakov, en la gran cantidad de museos de arte y colecciones privadas en Rusia, China, Inglaterra, en los EE. UU., Japón y otros países.